# Cochylidichnium
Cochylidichnium es un género de polillas de la familia Tortricidae.

## Especies
- Cochylidichnium amulanum Razowski, 1986